# Papiro Fuade 266

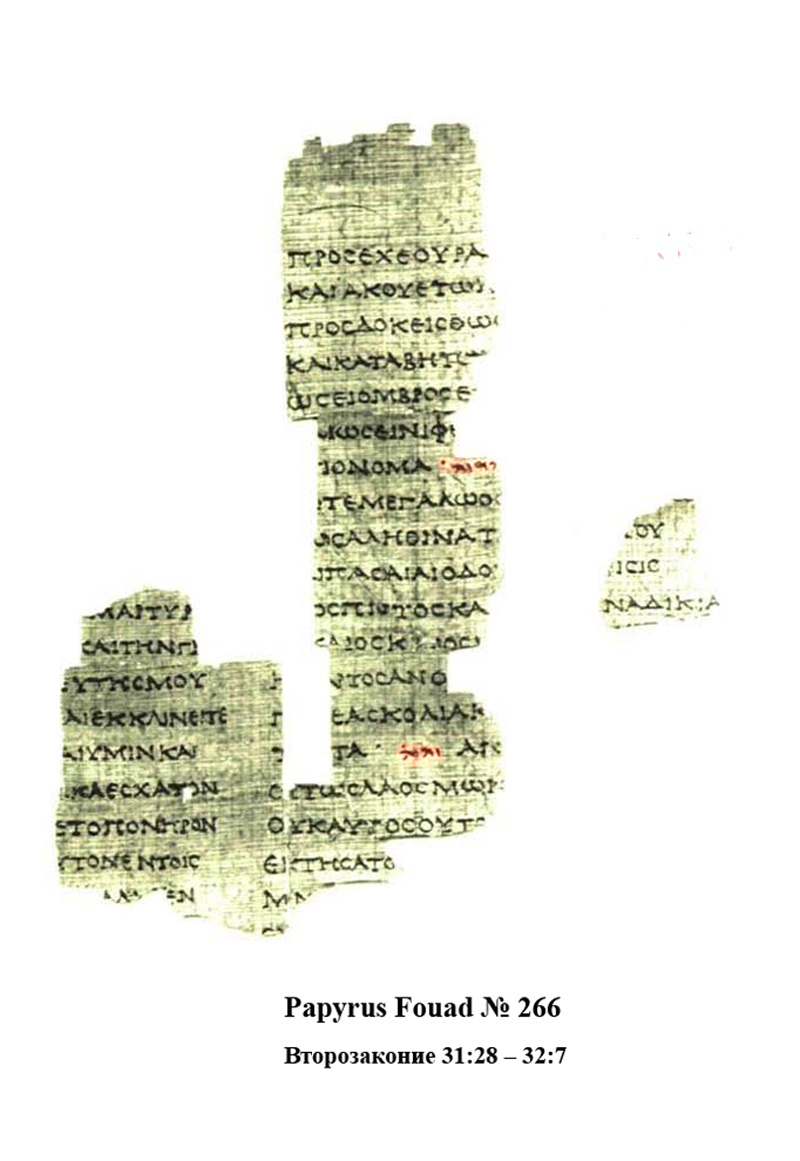
Papiro Fuade 266

Papiro Fuade 266 (assinado como LXXP. Fouad Inv. 266; Rahlfs 847, 848 e 940; TM 62290; LDAB 3451: VH 0056) é uma cópia do Livro do Deuteronômio em língua grega antiga Koine da bíblia hebraica conhecida como septuaginta (LXX). É um manuscrito de papiro em forma de rolo. O manuscrito foi atribuído paleograficamente ao século I a.C. (50 a.C.).

## Descrição
O texto grego foi escrito em papiro em letras unciais. O texto é escrito em 33 linhas por coluna. As letras unciais são rectas e arredondadas. Iota adscript ocorre.

## Localização
O prefixo Fouad comemora o Fuade I do Egito. O manuscrito está atualmente no Société Royale de Papyrologie em Cairo.